# Meerkerk
Meerkerk is een dorp en voormalige gemeente in de gemeente Vijfheerenlanden, in de Nederlandse provincie Utrecht. Meerkerk ligt in het uiterste oosten van de Alblasserwaard.

## Geschiedenis
De naam komt als eerst voor in een oorkonde van het Kapittel van Sint Marie te Utrecht in 1266 en 1267. Het dorp is rond 1000 gesticht als nederzetting. Waarschijnlijk is het vernoemd naar een stuk land genaamd het Meer, dat vlak bij een kerk lag. De kerk in Meerkerk is gebouwd rond 1400. In 1828 is deze afgebrand en weer opnieuw opgebouwd. Rond 1418 heersen de Heeren van Brederode over het gebied. Zij bestuurden het land als een soevereine heerlijkheid. Tussen de Brederodes en de Van Arkels werd soms strijd geleverd, waarbij ook Meerkerk betrokken was.
Bij de vorming van gemeenten werden Leerbroek en Nieuwland op 1 januari 1812 bij Meerkerk gevoegd. Al op 1 april 1817 werden deze dorpen zelfstandige gemeenten onder de namen Leerbroek en Nieuwland. Meerkerk werd op 1 januari 1986 deel van de nieuwe gemeente Zederik, die op 1 januari 2019 opging in de gemeente Vijfheerenlanden.
In 1886 werd het Merwedekanaal gegraven en dat loopt langs Meerkerk. Dit kanaal was een onderdeel van de zogenaamde Amsterdam - Gorinchem route. Het wordt nog steeds druk bevaren. De oude draaibruggen die Meerkerk rijk was zijn vervangen door moderne ophaalbruggen. Een van de laatste schipbruggen van Nederland was ook in Meerkerk te vinden. Deze brug is nu een museumstuk in Rotterdam. In Meerkerk staat een Hervormde kerk met een gotisch koor uit de 15e eeuw. Monumentaal is de hofstede (1640) aan de Zouwendijk.
Die dijk is gelegen aan een moerasachtig gebied, genaamd de Zouwes. Hier doorheen loopt een klein riviertje, de Zederik. De latere gemeente is hier naar vernoemd. In Meerkerk ligt nog een kleine sluis, de Zederiksluis.
Door Meerkerk liep ook een onderdeel van een grote weg. Die maakte deel uit van de route Parijs - Amsterdam en werd aangelegd door Napoleon. Het verhaal gaat dat Napoleon op een van zijn reizen in Meerkerk heeft overnacht.

## Bezienswaardigheden
- Hervormde Kerk
- Stijve Molen

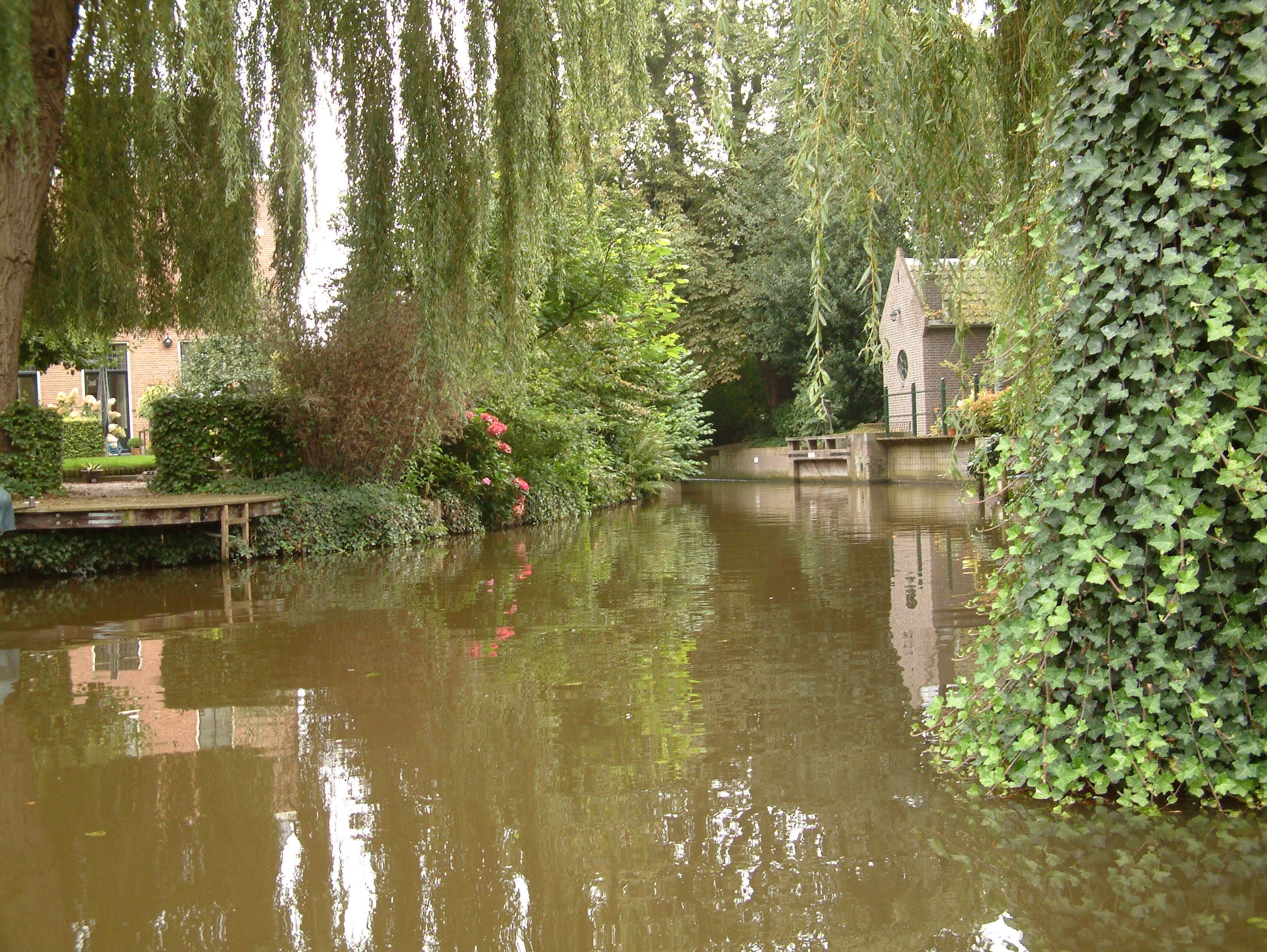
Het sluisje in de Oude Zederik
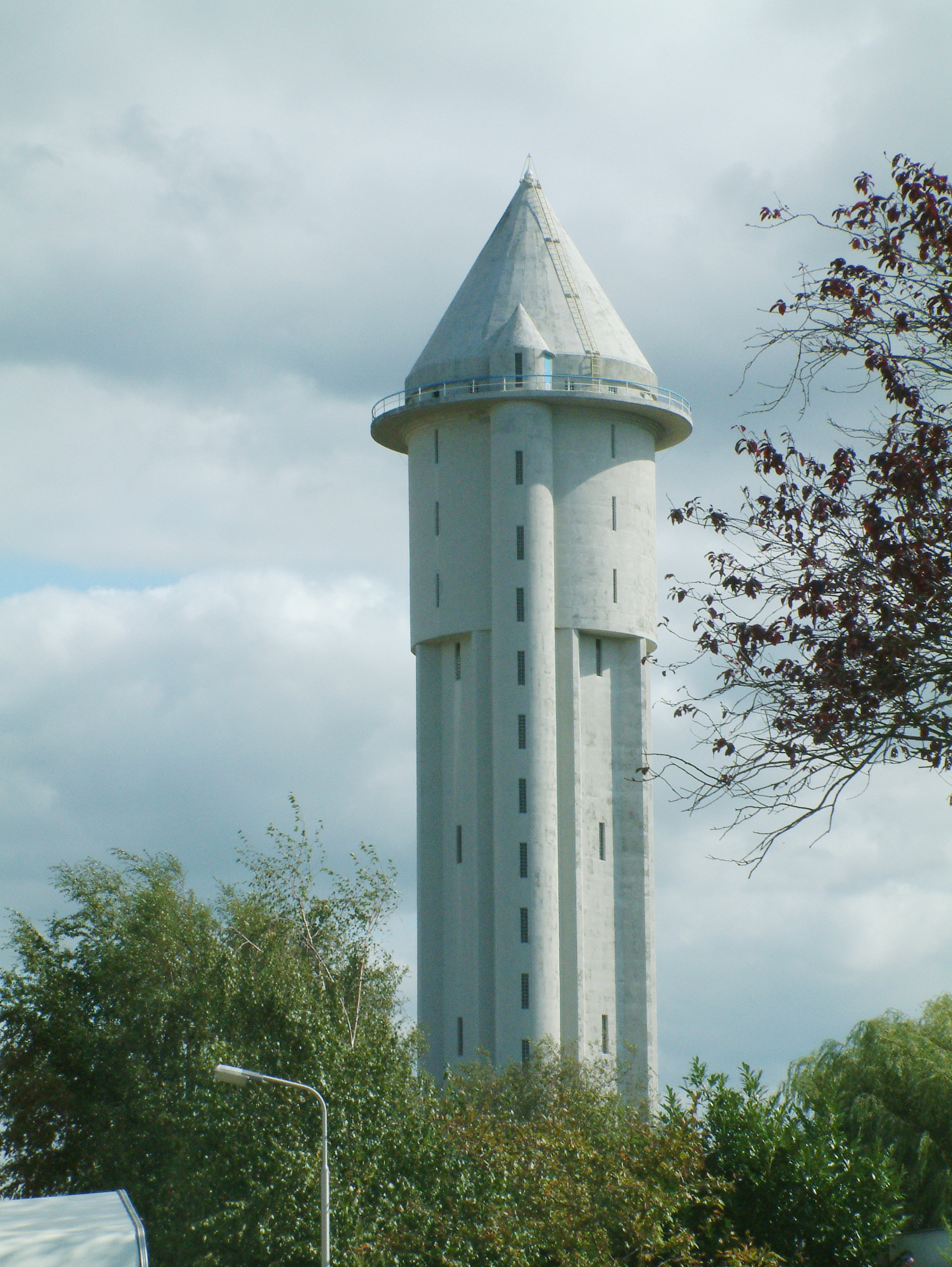
Watertoren
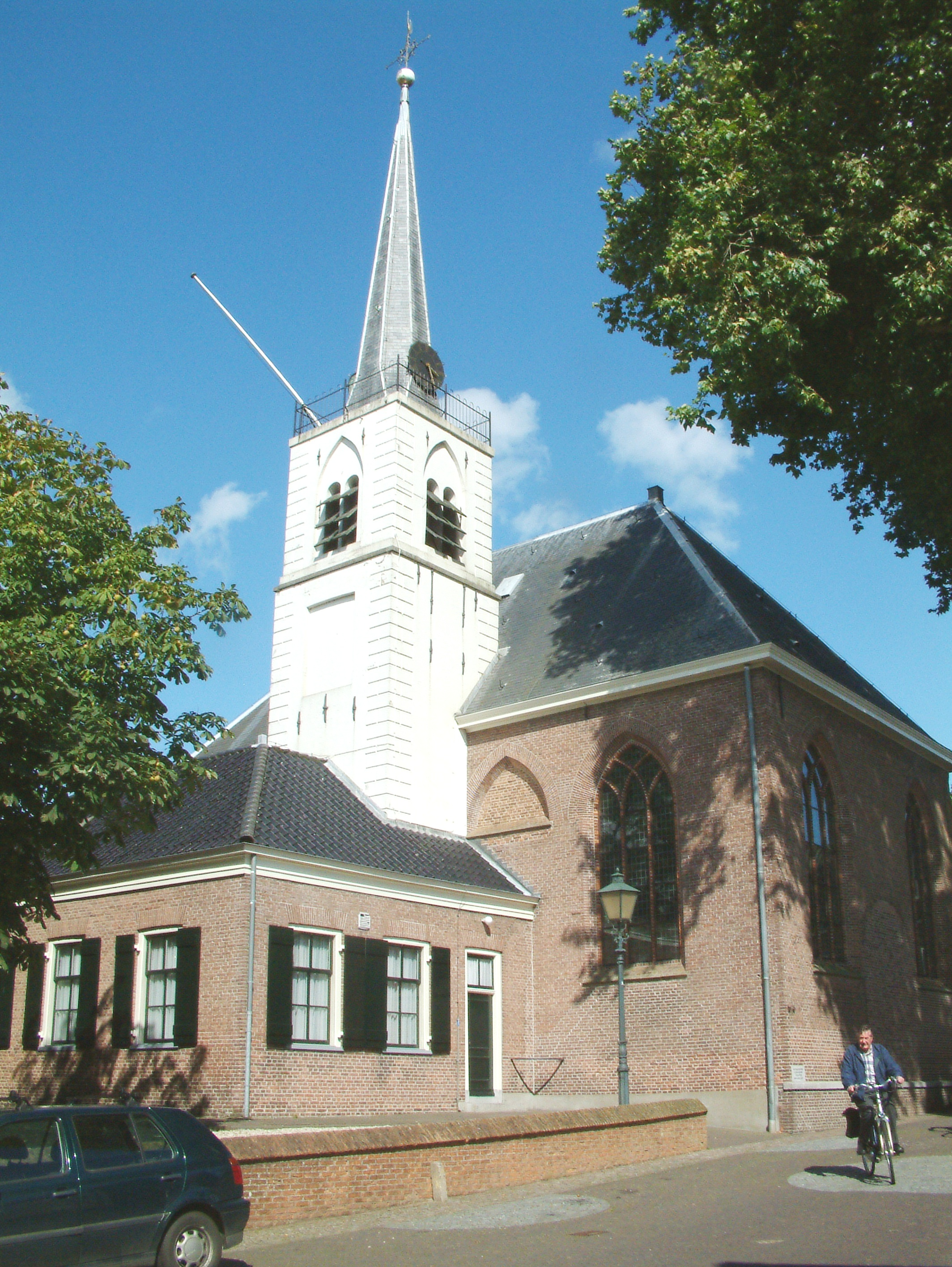
Hervormde Kerk

## Evenementen
Een belangrijk evenement in Meerkerk is het jaarlijkse tractor-pulling-festijn. Ook wordt er elk jaar de Kerstlichtjestocht gehouden.

## Verkeer en vervoer
Meerkerk ligt naast de A27 richting Gorinchem en Utrecht. Bij de op- en afrit is het busstation "Meerkerk A27-N214" gesitueerd.
In Meerkerk wordt het busvervoer in het dorp verzorgd door U-flex Vijfheerenlanden, die de verbinding naar Leerdam verzorgt. Daarnaast rijdt streekbus 81 tussen Vianen en Meerkerk.
Langs de A27 buiten Meerkerk staat het busstation Meerkerk A27-N214 (eerdere namen zijn Meerkerk  A27, Meerkerk Knooppunt A27 en Meerkerk P+R). Hier kan in verschillende richtingen worden overgestapt. De volgende lijnen stoppen hier:
- Qbuzz streekBuzz 80 (Meerkerk - Gorinchem Station)
- U-OV streekbus 81 (Meerkerk - Vianen Busstation Lekbrug)
- Qbuzz snelBuzz 387 (Utrecht Centraal Jaarbeurszijde - Gorinchem Station (- Gorinchem Laag Dalem))
- Qbuzz snelBuzz 388 (Utrecht Centraal Jaarbeurszijde - Rotterdam Kralingse Zoom)
- U-flex Vijfheerenlanden
- bestelBuzz

## Geboren in Meerkerk
- Adrianus Gautier (1883-1967), burgemeester van Coevorden
- Elisa van Mastrigt (1896-1989), beeldhouwer en schilder
- Maarten Schakel (1917-1997), politicus en verzetsstrijder
- Govert Schilling (1956), wetenschapsjournalist